# Cesó Quinti Flaminí
Cesó Quinti Flaminí (llatí: Kaeso Quintius Flamininus) va ser un magistrat romà. Formava part de la gens Quíntia, i de la branca dels Flaminins, d'origen patrici. Pot ser el fill de Cesó Quinti Claudus.
Va ser duumvir l'any 216 aC, i va rebre l'ordre de la construcció del temple de la Concòrdia que havia estat ofert dos anys abans pel pretor Luci Manli Vulsó.